# ディズニー・メディア&エンターテイメント・ディストリビューション
ディズニー・メディア&エンターテイメント・ディストリビューション（英: Disney Media and Entertainment Distribution）は、アメリカ合衆国のウォルト・ディズニー・カンパニーの部門の1つであった。2018年にウォルト・ディズニー・ダイレクト・トゥ・コンシューマー&インターナショナルとして設立され、2023年にディズニー・エンターテインメントへ引き継がれた。

## 概要
2020年10月12日に行われたウォルト・ディズニー・カンパニーの組織再編によって誕生した。
主な事業は、ウォルト・ディズニー・スタジオ、ゼネラル・エンターテイメント・コンテンツ、ESPN&スポーツ・コンテンツという3つのグループが制作したすべてのコンテンツの収益化と配信。

## 歴史
- 2020年10月12日 - ウォルト・ディズニー・カンパニーは、新型コロナウイルス感染症 (2019年)（COVID-19）流行によって、主な収益源となっている事業が大きな影響を受ける中、コンテンツ事業とストリーミング事業の大規模な再編を行うと発表した[1]。

## 部門

### ストリーミング
- Disney+
- ESPN+
- Hulu[2]
- STAR[3]
- STAR+[3]
- ディズニー・ストリーミング・サービス

### 広告・配給
- ディズニー・プラットフォーム・ディストリビューション
  - ウォルト・ディズニー・スタジオ・モーション・ピクチャーズ
  - ウォルト・ディズニー・スタジオ・ホーム・エンターテイメント
  - 20世紀スタジオ ホーム エンターテイメント
  - ディズニー-ABCドメスティック・テレビジョン
  - ディズニー・ミュージック・グループ